# Torrão (Marco de Canaveses)
Torrão, também chamado Santa Clara do Torrão, é uma povoação portuguesa do Município de Marco de Canaveses que foi sede da extinta Freguesia do Torrão, freguesia que tinha 1,350 km² de área e 807 habitantes (2011), e, por isso, uma densidade populacional de 538,0 hab/km². 
Torrão localiza-se junto à foz do rio Tâmega, que desagua no rio Douro, sendo a localidade mais ocidental do município do Marco de Canaveses.
O topónimo "Torrão", ao que tudo indica, é uma variante de "terrão", sendo este último um aumentativo de "terra".
Torrão era anteriormente denominado Entre Ambos-os-Rios, uma vez que geograficamente se situa no único ângulo do Tâmega com o Douro. Contudo, essa denominação passou a ser erradamente atribuída à margem norte do Tâmega, perto de Eja, que outrora pertencia ao couto do Torrão e era denominada de Rua de Entre Ambos-os-Rios. Devido à semelhança dos nomes de ambas as localidades, à existência de outra designação para a margem sul do Tâmega (Torrão), e ao aumento da relevância dessa "rua" do couto, a margem norte ficou com o nome que estava atribuído ao Torrão, nome esse que foi evoluindo até se tornar Entre-os-Rios.

## História

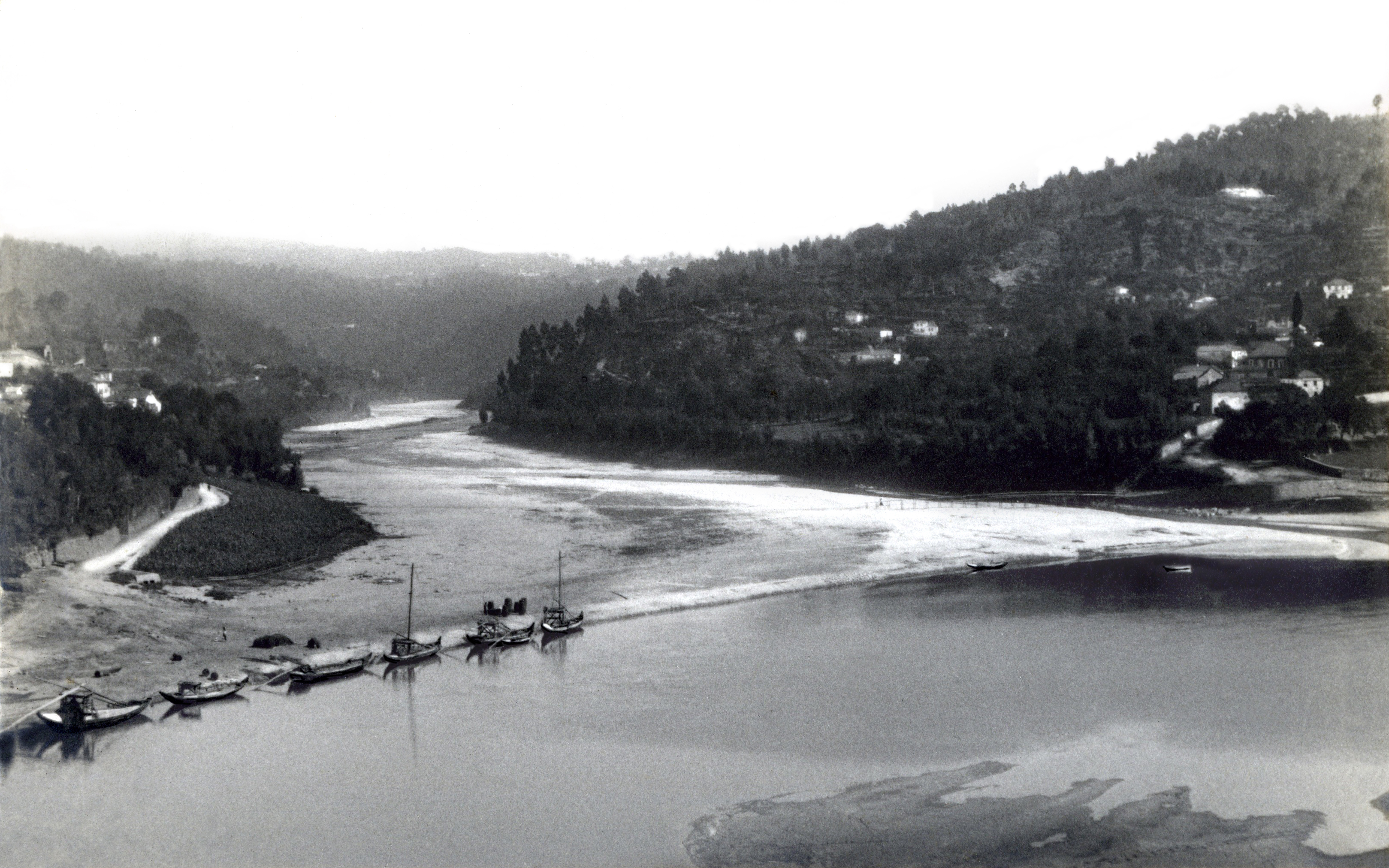
Confluência dos rios Douro e Tâmega (1910). À direita, Santa Clara do Torrão, em frente de Entre-os-Rios (Eja, Penafiel)

A avaliar pelos vestígios encontrados, Torrão foi povoado no período anterior à Nacionalidade e seria uma área anexa à "civitas" de Anégia, já que o centro mais importante desse território seria junto à foz do rio Tâmega.
Possivelmente no século X, terá sido fundado o Mosteiro de São Salvador de Entre Ambos-os-Rios na margem esquerda do Tâmega, isto é, no Torrão. São Salvador, além de dar o nome a esta localidade, foi também padroeiro do Torrão até à fundação do mosteiro em honra a Santa Clara séculos depois.
Durante o século XIII, a foz do rio Tâmega era uma área em franco desenvolvimento e com uma elevada importância económica, em virtude do comércio fluvial e terrestre que por lá passava, levando a que fosse classificado como um burgo. Além de burgo, Torrão, chamado na época de Entre Ambos-os-Rios, foi também um reguengo até ao ano de 1211, quando foi doado pelo rei D. Sancho I à condessa D. Toda Palazim, doação essa que foi confirmada mais tarde pelo rei D. Afonso II, em 1215.
Como já naquele tempo o reguengo de Entre Ambos-os-Rios era despovoado e solitário e, por isso, propício à ação de malfeitores, D. Toda mandou instituir uma albergaria. A sua filha, D. Teresa Rodrigues de Barbosa, que recebeu essas terras, também procurou povoá-lo. Quando D. Chamoa Gomes de Tougues, filha de D. Teresa e neta de D. Toda, recebeu as mesmas terras, decidiu fundar nelas uma "outra povoação [...] de freiras de santa Clara”, não só para “as fazer mais seguras dos males que nellas se comettião", mas também para que os pecados cometidos por si e pela sua família fossem perdoados. Para isso, D. Chamoa doou, a 14 de setembro de 1258, todos os bens que possuía em Entre Ambos-os-Rios, em Jugueiros, na Ribeira, em Paiva e no couto de São João de Pendurada.
Contudo, o que seria uma simples fundação de um mosteiro tornou-se numa verdadeira batalha diplomática que envolveu D. Chamoa, o Papa Alexandre IV (e mais tarde o Papa Urbano IV), o bispo do Porto D. Julião Fernandes (e posteriormente D. Vicente Mendes), a abadessa do Convento de Santa Clara de Zamora e o provincial da Ordem dos Frades Menores da Província de Santiago. Em 1256, foram pedidas doze religiosas à abadessa do Convento de Santa Clara de Zamora para se mudarem para o novo mosteiro, a qual concordou em enviar apenas três. Em março de 1258, o Papa Alexandre IV pediu ao Arcebispo de Braga que desse licença para se utilizar os bens da arquidiocese a fim de auxiliar na construção do mosteiro. Em 1261, o Papa Urbano IV pediu ao bispo do Porto D. Vicente Mendes que desse licença para construir o mosteiro e pediu à abadessa de Zamora que enviasse as três religiosas, já que não mandaria doze. Em 1262, Urbano IV avisou D. Vicente que se não lançasse a primeira pedra da igreja, o faria o bispo de Ciudad Rodrigo. No entanto, foi apenas em 1264 que D. Vicente autorizou o levantamento dos altares. Estas dificuldades com a fundação do mosteiro explicam-se pela existência de uma contenda entre D. Chamoa e o bispo do Porto D. Julião Fernandes, antecessor de D. Vicente, pois D. Chamoa já era padroeira do mosteiro de S. Salvador de Tuyas. Por isso, em 1264, D. Chamoa nomeou a monja D. Maria Paes como abadessa desse mosteiro, acabando com a contenda. Foi enfim fundado, em 1264, no local do anterior cenóbio de São Salvador, em honra de Deus, Santa Clara, São Francisco e São Damião, o Mosteiro de Santa Clara de Entre Ambos-os-Rios, cujos patronos eram D. Chamoa e o seu marido D. Rodrigo Froilas, oriundo de Leão.
Neste mosteiro ficaram estabelecidas as monjas clarissas de Zamora desde 1258 até 1427, quando se mudaram para o Mosteiro de Santa Clara do Porto após terem pedido à rainha D. Filipa de Lencastre a transferência para o Porto, alegando temerem pela sua segurança. Frei João de Xira, confessor de D. João I e visitador das monjas, alegou a existência de abusos cometidos por parte de vários nobres.
A 20 de outubro de 1519, a mando do rei D. Manuel I, que doou o foral, Torrão tornou-se num couto, passando a denominar-se Couto de Santa Clara do Torrão de Entre Ambos-os-Rios, ou simplesmente "Couto Dantrambos os Rios". Este couto, além de se situar no Torrão, estendia-se ao norte do Tâmega no termo de Penafiel, abrangendo a Rua de Entre Ambos-os-Rios (atual Entre-os-Rios) e Jugueiros, que pertence atualmente à freguesia das Termas de São Vicente. Ao sul do Douro, pertencia a este couto o lugar de Boure, hoje pertencente à freguesia de Santa Maria de Sardoura. Atualmente, o que resta deste couto é a paróquia de Santa Clara do Torrão, que abrange a maioria dos seus territórios: Torrão, Entre-os-Rios e Jugueiros.
Com a extinção dos coutos por lei, o couto de Santa Clara do Torrão de Entre Ambos-os-Rios foi extinto e transformado num concelho. Após as reformas administrativas do início do Liberalismo, no século XIX, o concelho do Torrão foi extinto, tendo sido dividido em várias partes: Boure foi integrado no concelho de Castelo de Paiva e, por conseguinte, no distrito de Aveiro; Jugueiros foi integrado no concelho de Penafiel, e a parte correspondente ao Torrão e à Rua de Entre-os-Rios foi integrada como freguesia no entretanto extinto concelho de Benviver, pelo decreto de 6 de novembro de 1836. Apesar da insistência da autarquia penafidelense em separar Entre-os-Rios da freguesia de Santa Clara do Torrão e do concelho de Benviver, só a 31 de março de 1852, com a formação do concelho do Marco de Canaveses (formado a partir da junção dos concelhos de Benviver e de Soalhães) se separou administrativamente Entre-os-Rios do Torrão, passando a integrar a freguesia de Eja, no município de Penafiel. Torrão, tal como as restantes freguesias de Benviver, foi integrado no concelho de Marco de Canaveses, onde ainda hoje pertence.
A Barragem do Torrão iria ser construída inicialmente nesta localidade, mas foi recolocada para as vilas de Alpendorada e de Rio de Moinhos, mantendo o seu nome inicial.
A Freguesia do Torrão foi extinta pela reorganização administrativa de 2013, tendo o seu território sido agregado ao das freguesias de Alpendurada e Matos e de Várzea do Douro para criar a Freguesia de Alpendorada, Várzea e Torrão.

## População
| População da freguesia de Torrão | População da freguesia de Torrão | População da freguesia de Torrão | População da freguesia de Torrão | População da freguesia de Torrão | População da freguesia de Torrão | População da freguesia de Torrão | População da freguesia de Torrão | População da freguesia de Torrão | População da freguesia de Torrão | População da freguesia de Torrão | População da freguesia de Torrão | População da freguesia de Torrão | População da freguesia de Torrão | População da freguesia de Torrão |
| -------------------------------- | -------------------------------- | -------------------------------- | -------------------------------- | -------------------------------- | -------------------------------- | -------------------------------- | -------------------------------- | -------------------------------- | -------------------------------- | -------------------------------- | -------------------------------- | -------------------------------- | -------------------------------- | -------------------------------- |
| 1864                             | 1878                             | 1890                             | 1900                             | 1911                             | 1920                             | 1930                             | 1940                             | 1950                             | 1960                             | 1970                             | 1981                             | 1991                             | 2001                             | 2011                             |
| 377                              | 413                              | 418                              | 490                              | 481                              | 495                              | 564                              | 628                              | 669                              | 656                              | 757                              | 885                              | 937                              | 948                              | 807                              |

De acordo com as Memórias Paroquiais de 1758, Torrão tinha 215 vizinhos, 620 pessoas maiores de idade e 70 menores de idade. Nos Censos de 1801, Torrão tinha 1 048 habitantes, e nos Censos de 1849, 1 031 habitantes.
| Distribuição da População por Grupos Etários | Distribuição da População por Grupos Etários | Distribuição da População por Grupos Etários | Distribuição da População por Grupos Etários | Distribuição da População por Grupos Etários | Distribuição da População por Grupos Etários | Distribuição da População por Grupos Etários | Distribuição da População por Grupos Etários | Distribuição da População por Grupos Etários | Distribuição da População por Grupos Etários |
| -------------------------------------------- | -------------------------------------------- | -------------------------------------------- | -------------------------------------------- | -------------------------------------------- | -------------------------------------------- | -------------------------------------------- | -------------------------------------------- | -------------------------------------------- | -------------------------------------------- |
| Ano                                          | 0-14 Anos                                    | 15-24 Anos                                   | 25-64 Anos                                   | > 65 Anos                                    |                                              | 0-14 Anos                                    | 15-24 Anos                                   | 25-64 Anos                                   | > 65 Anos                                    |
| 2001                                         | 185                                          | 149                                          | 515                                          | 99                                           |                                              | 19,5%                                        | 15,7%                                        | 54,3%                                        | 10,4%                                        |
| 2011                                         | 127                                          | 92                                           | 445                                          | 143                                          |                                              | 15,7%                                        | 11,4%                                        | 55,1%                                        | 17,7%                                        |

## Património
- Igreja de Santa Clara do Torrão (matriz): esta igreja é o que resta do antigo Mosteiro de Santa Clara do Torrão, adaptada a paroquial, na qual se podem ainda hoje observar elementos arquitetónicos de anteriores fases construtivas. É de realçar o portal lateral sul da igreja e uma inscrição do século XIV embutida na face interior da parede norte da nave.

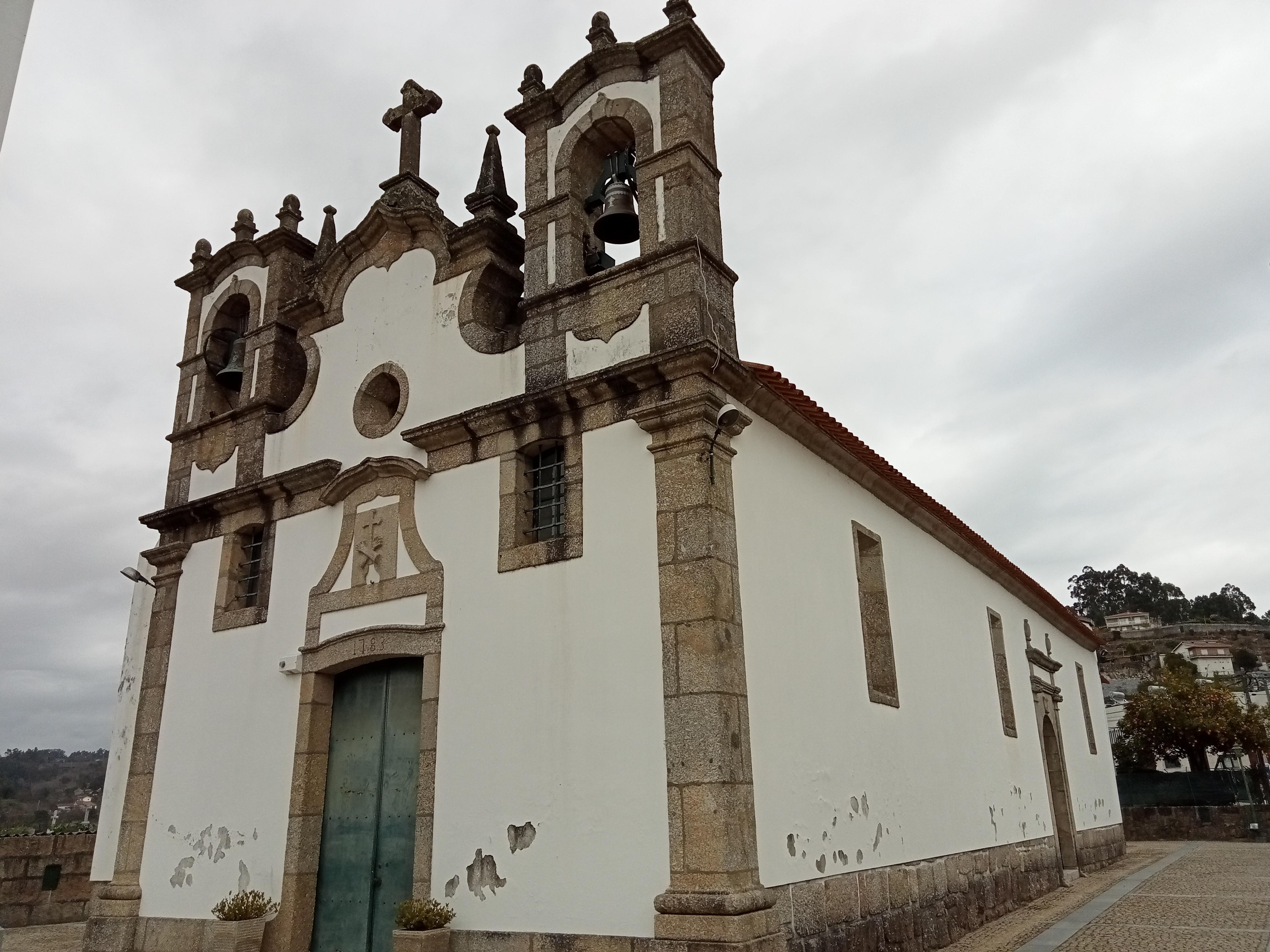
Igreja de Santa Clara do Torrão, onde se observa no lintel sobre a porta principal a data 1783

- Ponte Duarte Pacheco: ponte granítica de alvenaria inaugurada a 18 de setembro de 1941 pelo Presidente da República, General António Óscar Carmona, contando com a presença do ministro das Obras Públicas e Comunicações, Eng. Duarte Pacheco.[17]

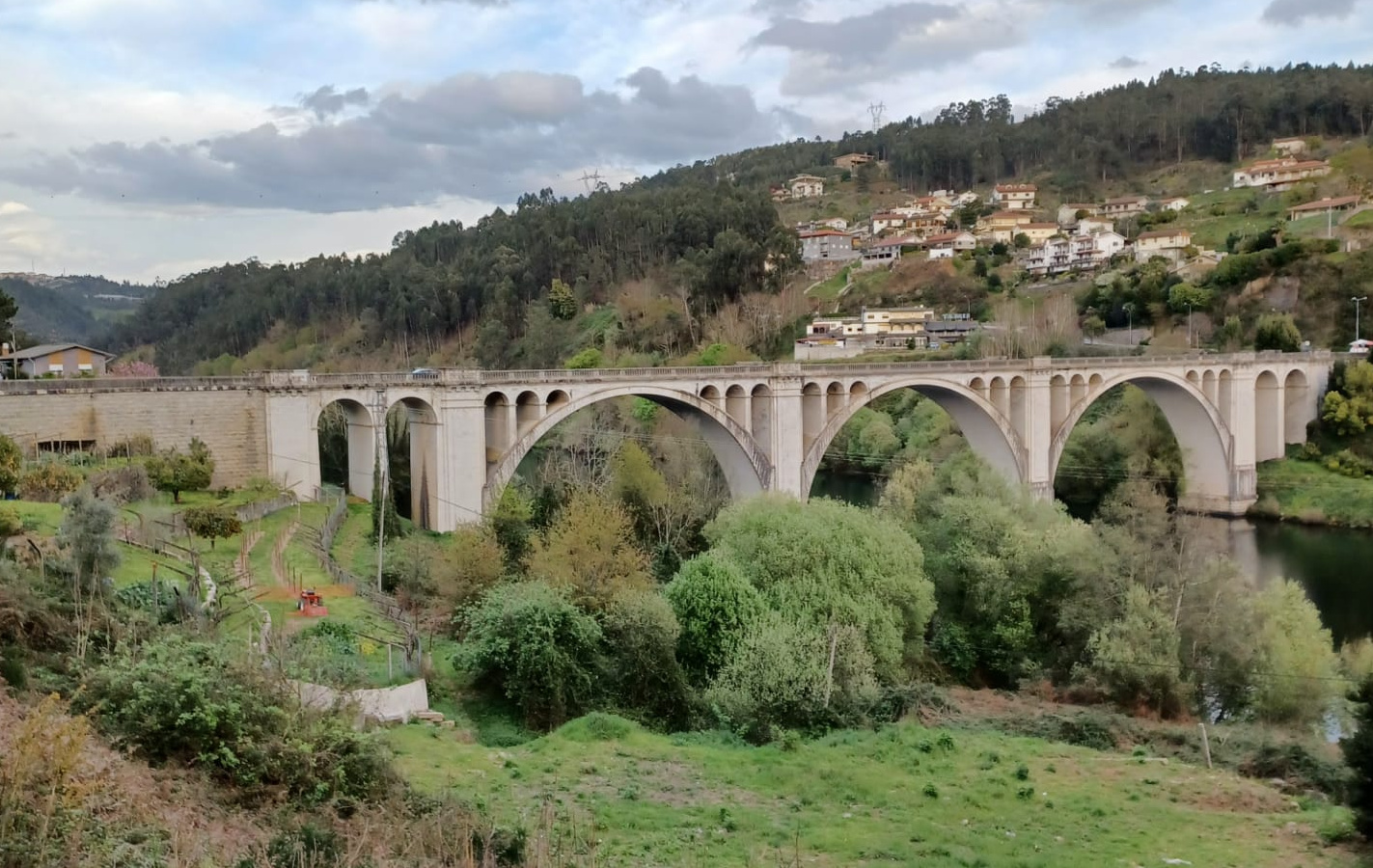
Ponte Duarte Pacheco

- Túmulo do Torrão: túmulo móvel de granito situado junto à igreja de Santa Clara do Torrão. Na sua tampa estão gravados um crescente lunar e uma estrela de cinco pontas, uma cruz latina, e um quadrúpede, provavelmente um cavalo. É muito possível que este túmulo date dos séculos XIII ou XIV.

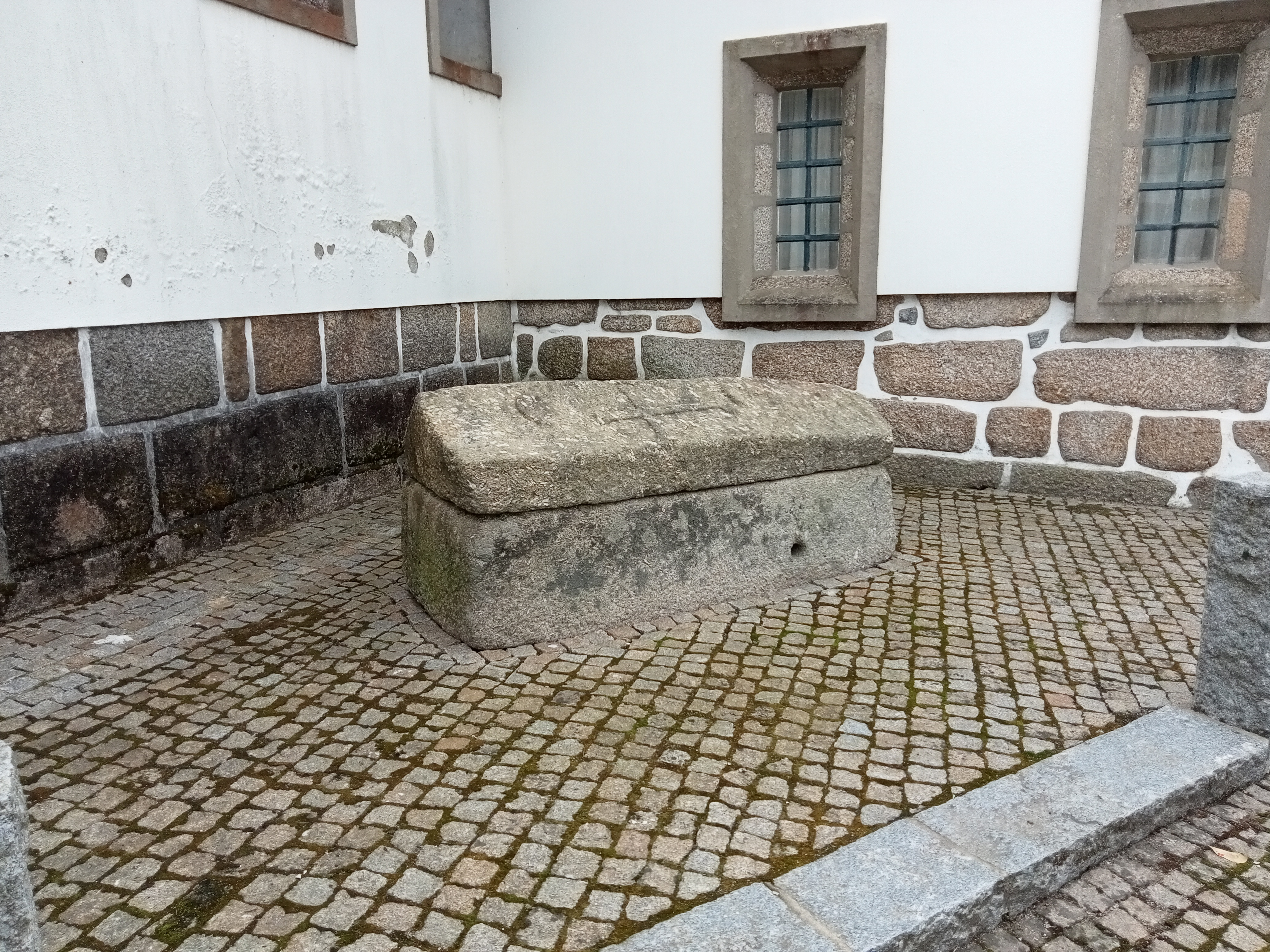
Túmulo do Torrão. O seu local original era junto à parede sul da capela-mor da igreja.

- Cruzeiro do Torrão: implantado junto ao traçado viário da Estrada Nacional EN108. Terá sido elevado em 1940, como consta na data gravada na base que sustenta o cruzeiro.

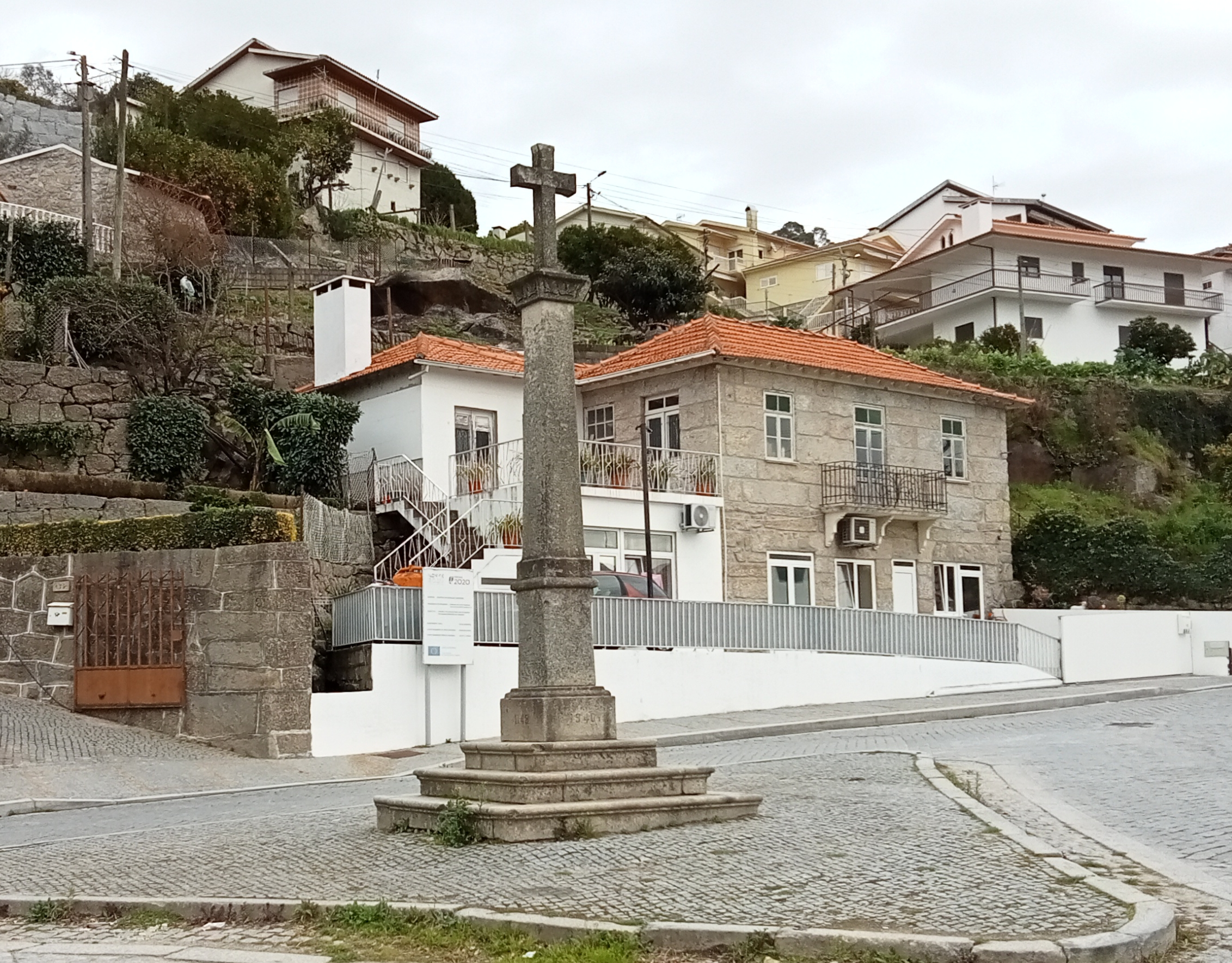
Cruzeiro do Torrão

- Marco do Couto de Santa Clara: marco associado à delimitação do Couto de Santa Clara do Torrão, situado no lugar de Vale da Marela. Este será o único marco deste couto presentemente conhecido.

- Marco do Couto de São João de Alpendurada: também situado no lugar de Vale da Marela, próximo do Marco do Couto de Santa Clara, associado à delimitação do Couto de São João de Alpendurada.

## Festividades e Tradições
- Endoenças: realizam-se nos dias de Quinta-Feira Santa e de Sexta-Feira Santa há mais de três séculos, juntamente com a localidade vizinha de Entre-os-Rios e com o lugar de Boure, pertencente à freguesia de Santa Maria de Sardoura. Na Quinta-Feira Santa são colocadas e acesas mais de 50 mil tigelinhas nas margens dos rios Tâmega e Douro que iluminam a procissão que sai da Igreja de Santa Clara do Torrão até à Capela de São Sebastião, em Entre-os-Rios. No dia de Sexta-Feira Santa a procissão dirige-se no percurso inverso da procissão do dia anterior. Antes da inauguração da Ponte Duarte Pacheco em 1941, a procissão atravessava o rio em barcos rabelos que transportavam os andores.[18]

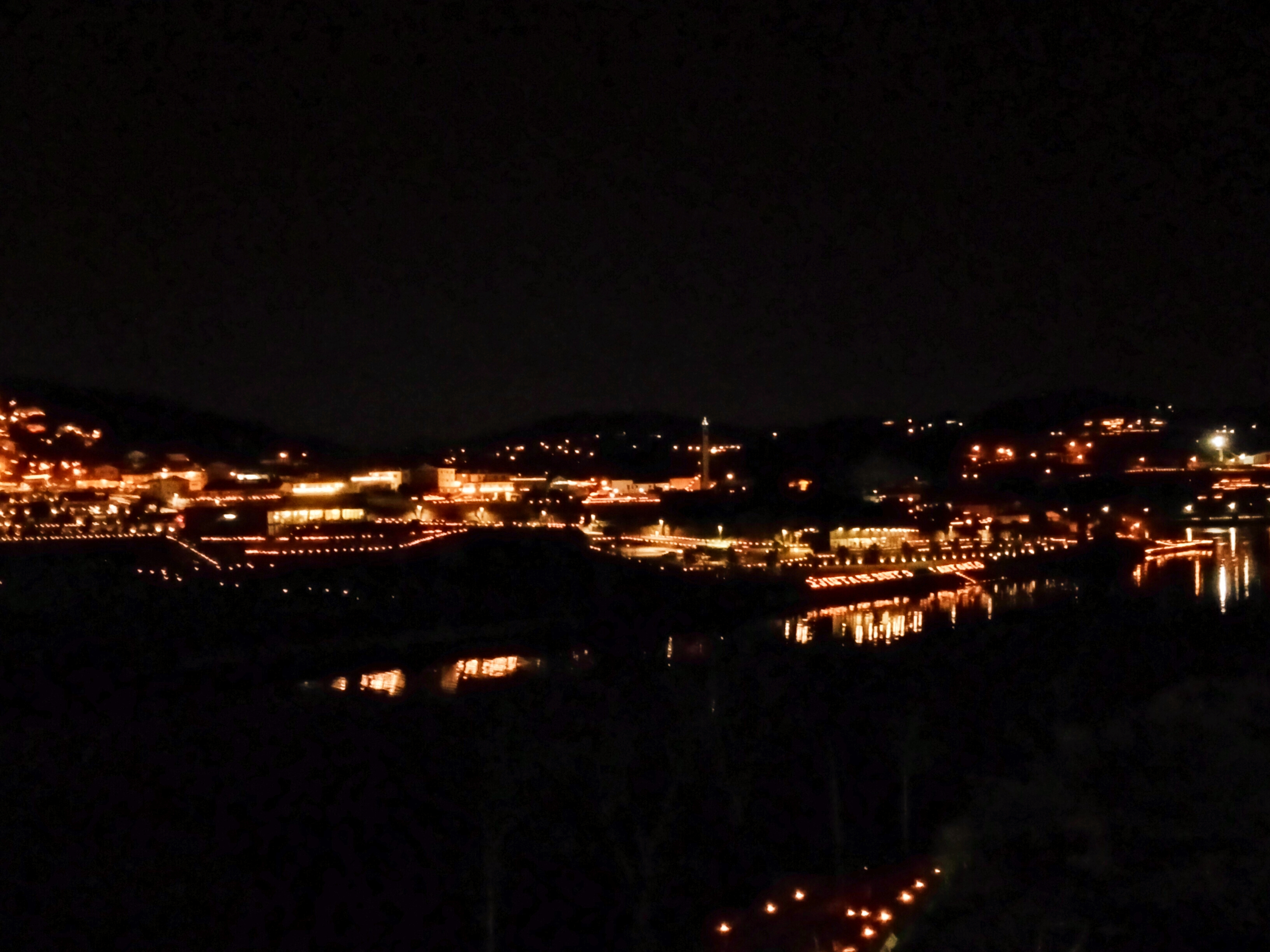
Torrão iluminado pelas tigelinhas na Quinta-Feira Santa

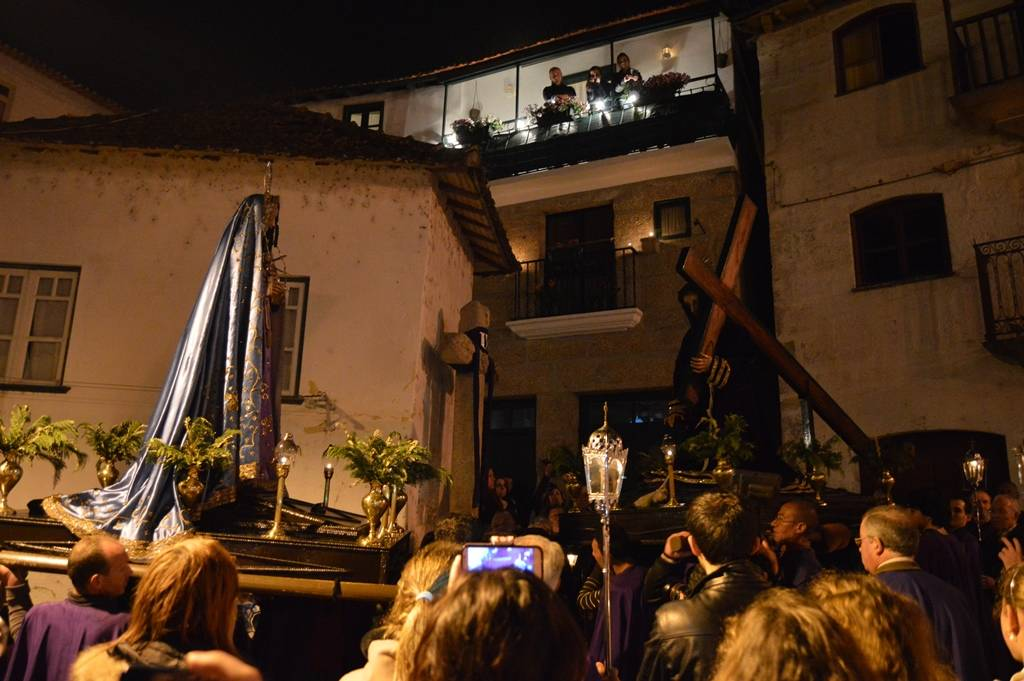
O Sermão do Encontro. Depois de serem "roubados" pelos populares do Torrão na quarta-feira, os andores da Nossa Senhora das Dores e do Nosso Senhor dos Passos encontram-se no Largo Dr. Gaspar Baltar, em Entre-os-Rios, na procissão da Quinta-Feira Santa

- Festas em Honra de Santa Clara: celebram-se no fim de semana seguinte ao dia 11 de Agosto, que é o dia de Santa Clara. No domingo realiza-se a sua procissão, que sai da Igreja de Santa Clara do Torrão e que, depois de fazer o seu habitual percurso, regressa à igreja.[19]
- Serração da Velha: comummente conhecida como "Sarra-se a Velha", realiza-se na quarta-feira da terceira semana da Quaresma.